# Oedignatha ferox
Oedignatha ferox là một loài nhện trong họ Corinnidae.
Loài này thuộc chi Oedignatha. Oedignatha ferox được Tord Tamerlan Teodor Thorell miêu tả năm 1897.